# Tipula rana
Tipula rana är en tvåvingeart som beskrevs av Alexander 1959. Tipula rana ingår i släktet Tipula och familjen storharkrankar.
Artens utbredningsområde är Nepal. Inga underarter finns listade i Catalogue of Life.